# Temukus
Temukus is een bestuurslaag in het regentschap Buleleng van de provincie Bali, Indonesië. Temukus telt 5553 inwoners (volkstelling 2010).